# 訃報 1981年9月
訃報 1981年9月（ふほう 1981ねん9がつ）では、1981年（昭和56年）9月中に物故した、又は物故が報じられた人物についてまとめる。

## （1日 - 15日）

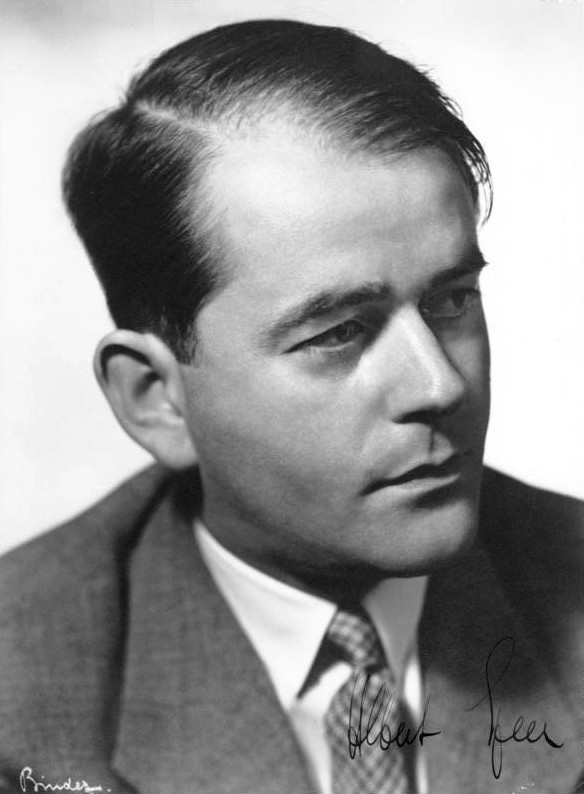
アルベルト・シュペーア／9月1日没

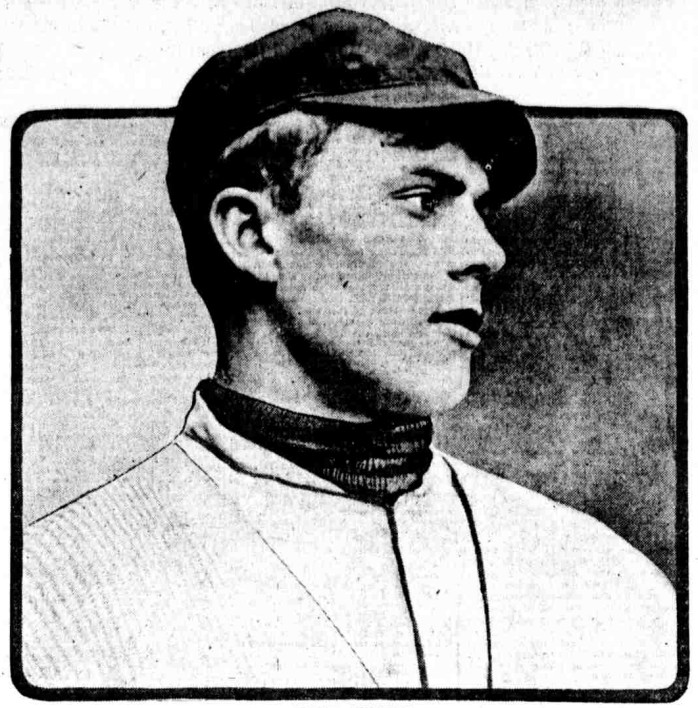
エディ・エインスミス／9月6日没

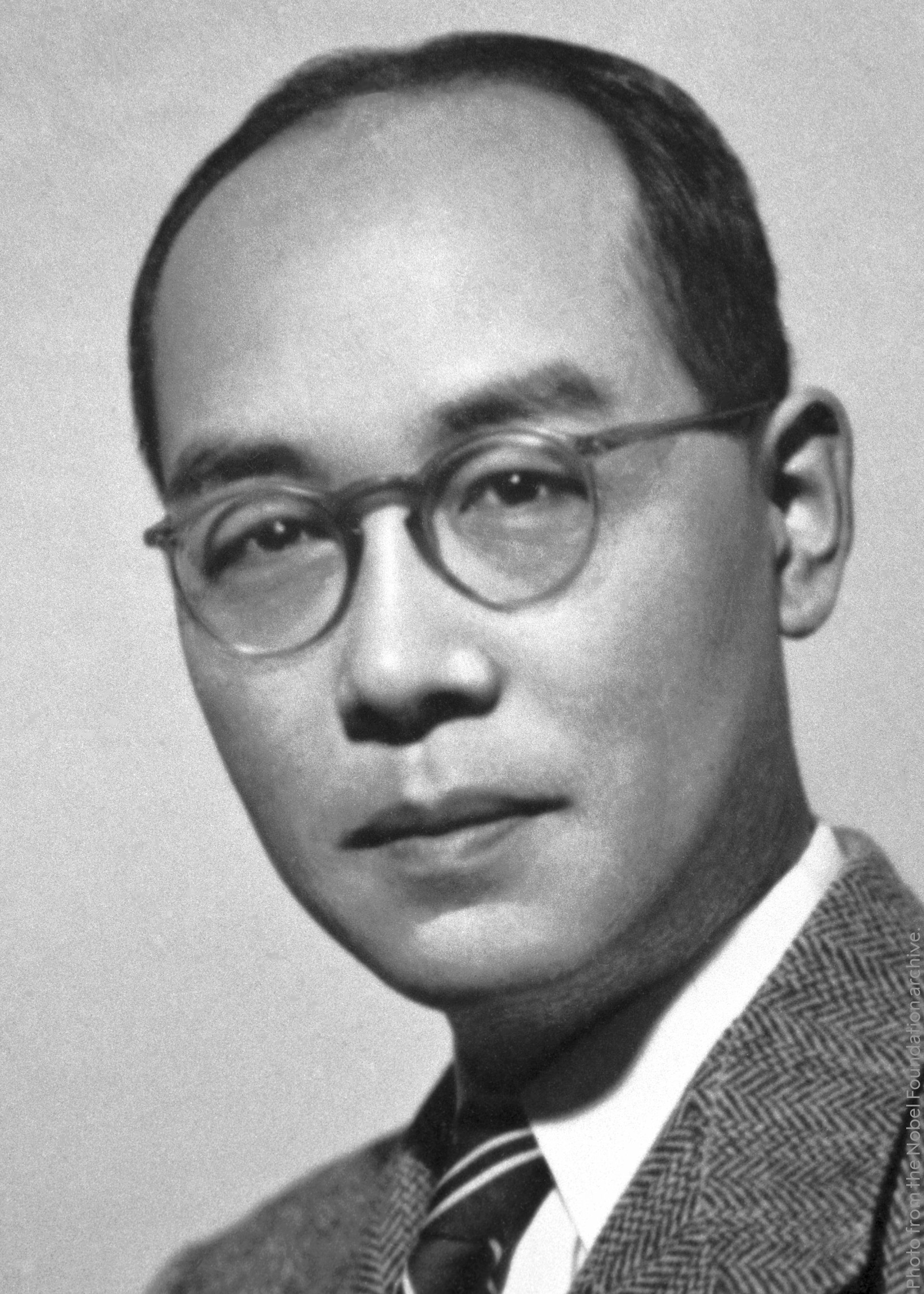
湯川秀樹／9月8日没

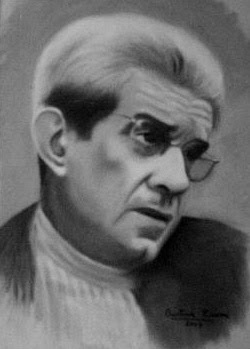
ジャック・ラカン／9月9日没

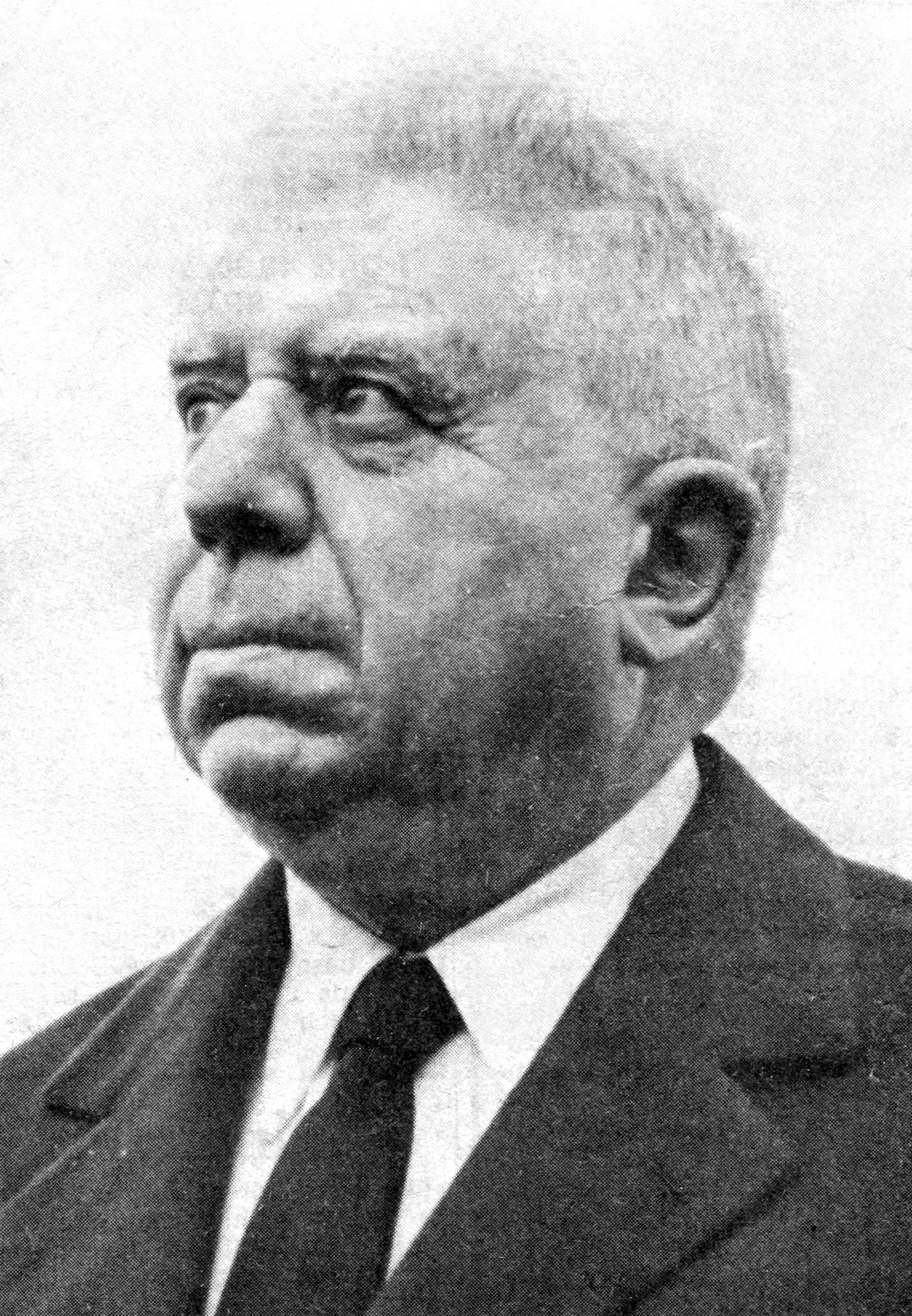
エウジェーニオ・モンターレ／9月12日没

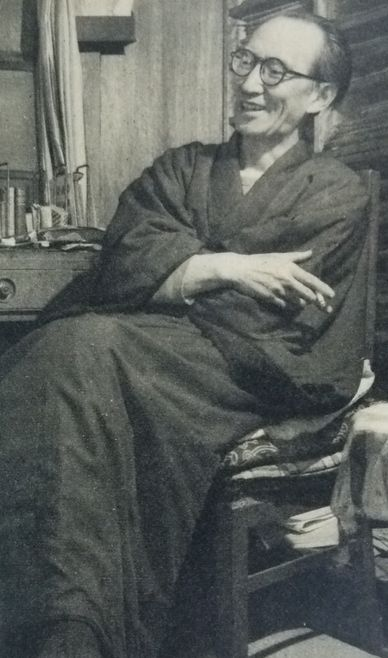
清瀬保二／9月14日没

- 9月1日 - 石毛郁治、日本の化学技術者・実業家、東洋高圧工業（現三井化学）元社長・三井化学工業元社長（* 1895年）
- 9月1日 - アルベルト・シュペーア、ナチス・ドイツの軍需相・建築家（* 1905年）
- 9月2日 - 阿部金蔵[要出典]、日本の政治家、元山形県天童市長（* 1907年）
- 9月3日 - 中村芝鶴 (2代目)、日本の歌舞伎役者（* 1900年）
- 9月6日 - エディ・エインスミス[1]、ロシア出身の元メジャーリーガー（* 1890年）
- 9月6日 - 公江喜市郎[要出典]、日本の教育者（* 1897年）
- 9月8日 - 湯川秀樹、日本の物理学者（* 1907年）
- 9月9日 - ジャック・ラカン、フランスの精神分析家・哲学者（* 1901年）
- 9月9日 - サンドラ・ティリー（英語版）、アメリカ合衆国の歌手、The Velvelettes（英語版）メンバー（* 1943年または1945年/1946年）
- 9月11日 - 渡辺格司、日本のドイツ文学者、大阪大学名誉教授・帝塚山大学教授（* 1902年）
- 9月12日 - エウジェーニオ・モンターレ、イタリアの詩人（* 1896年）
- 9月14日 - 清瀬保二、日本の作曲家（* 1900年）

## （16日 - 30日）

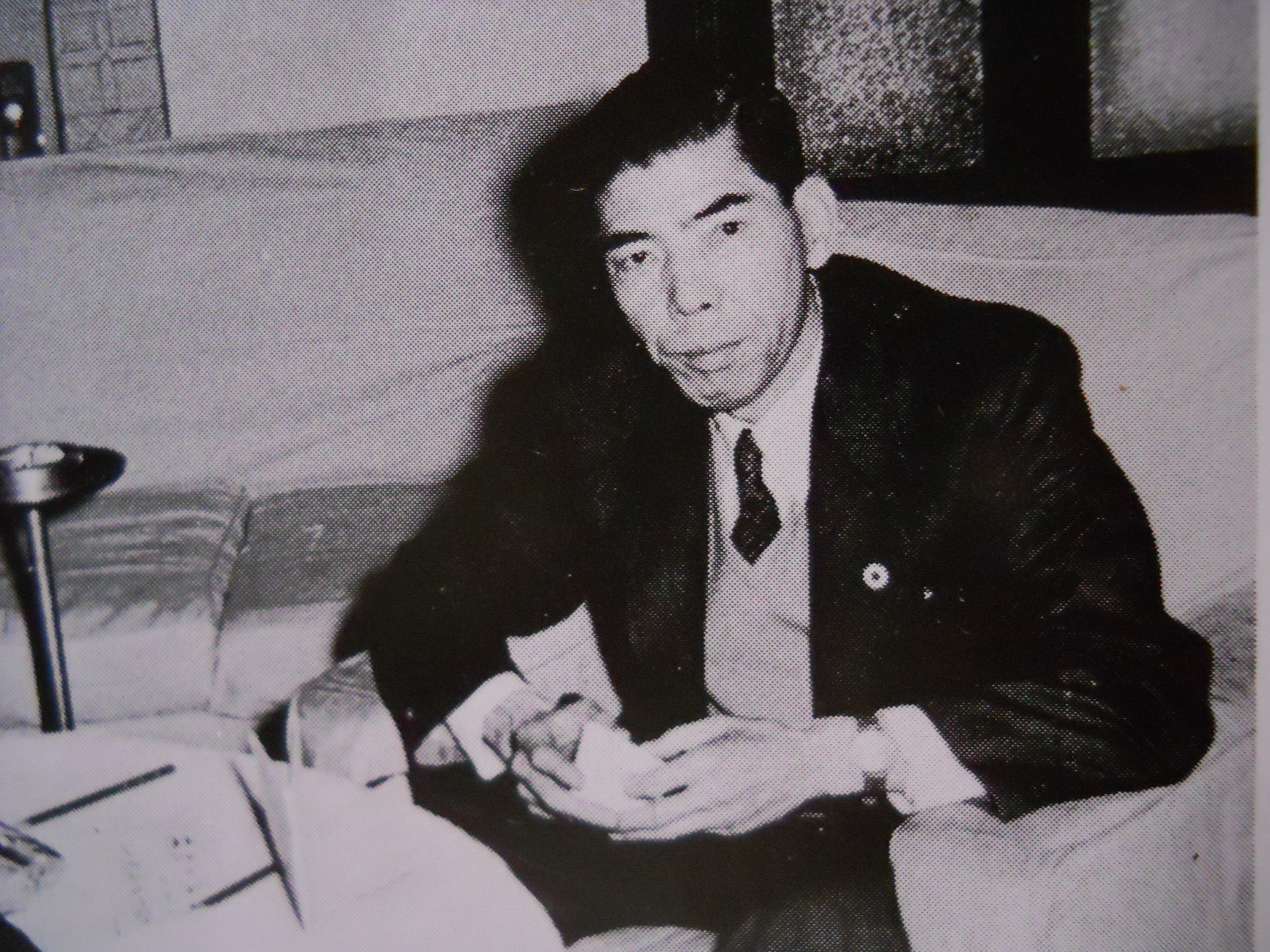
石破二朗／9月16日没

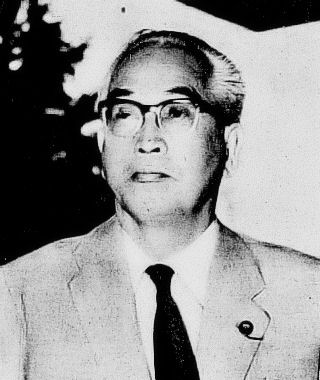
石井光次郎／9月20日没

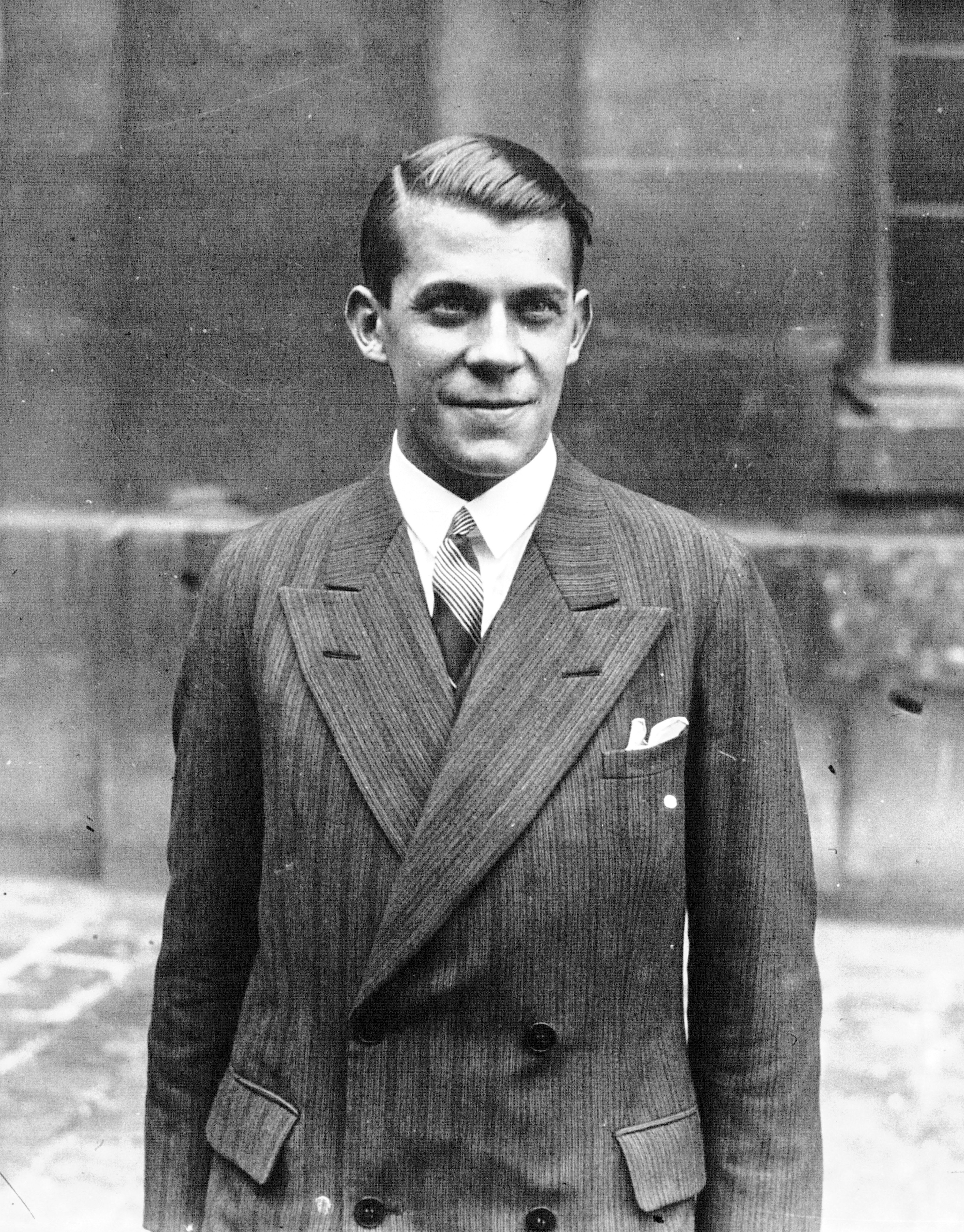
トニー・オーバン／9月21日没

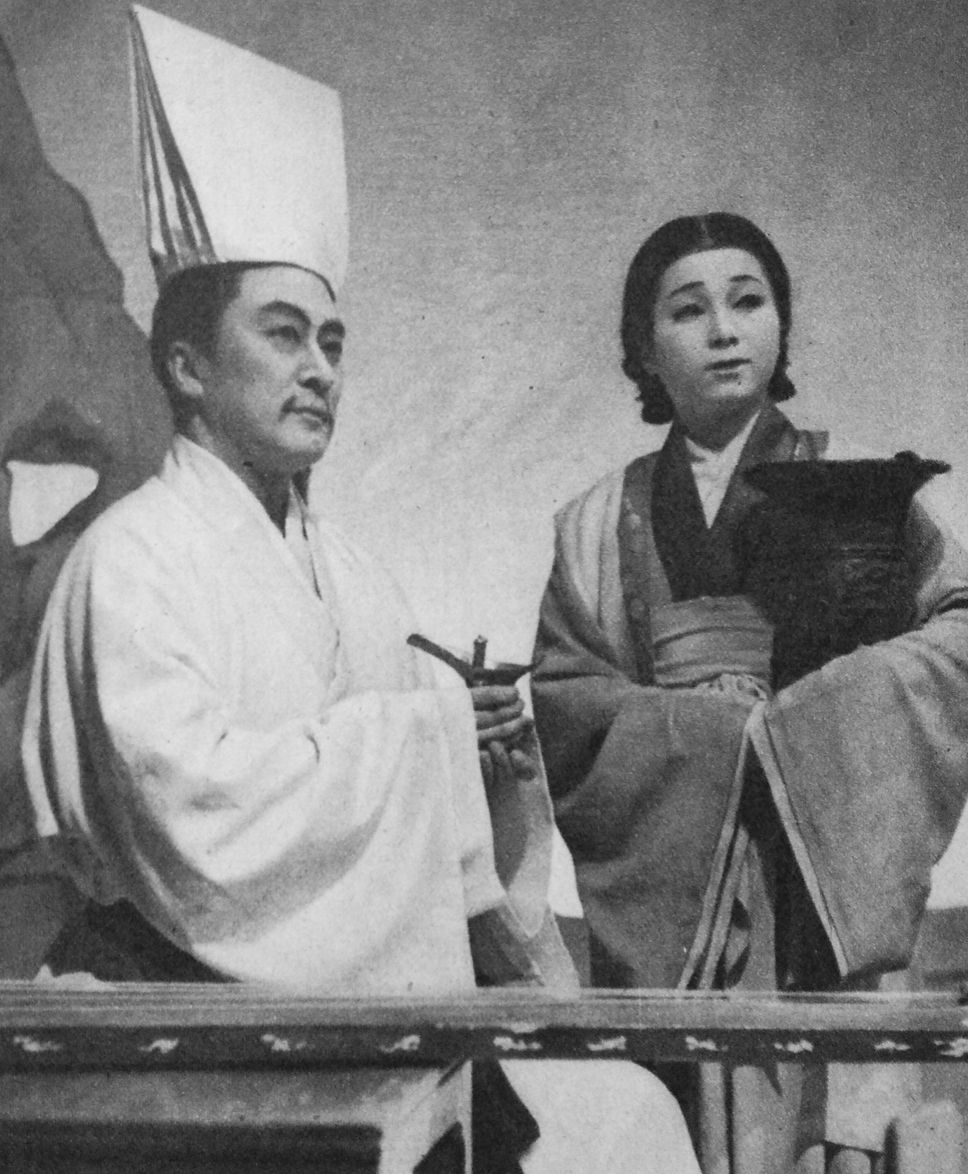
四代目河原崎長十郎（左）／9月22日没

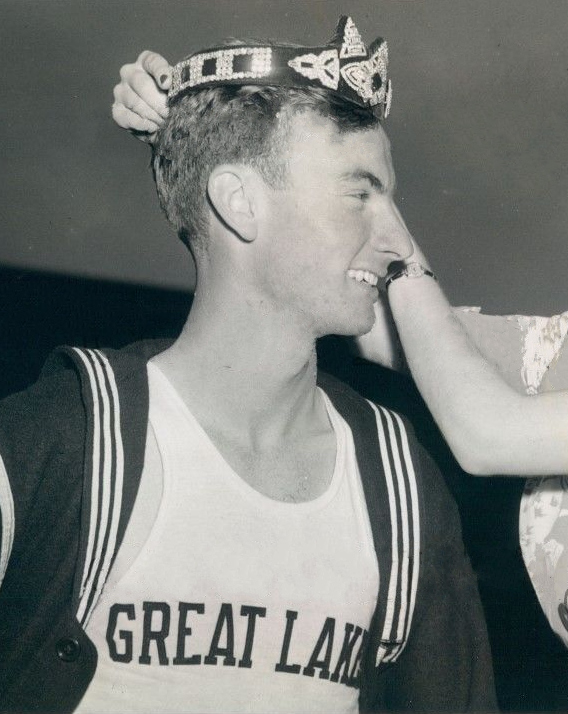
ロイ・コクラン／9月26日没

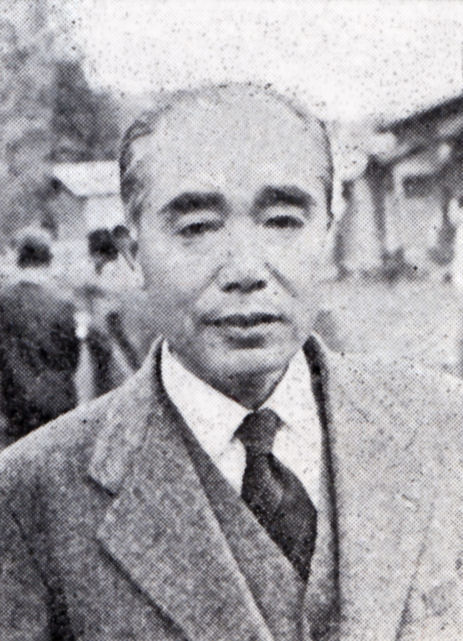
尾形藤吉／9月27日没

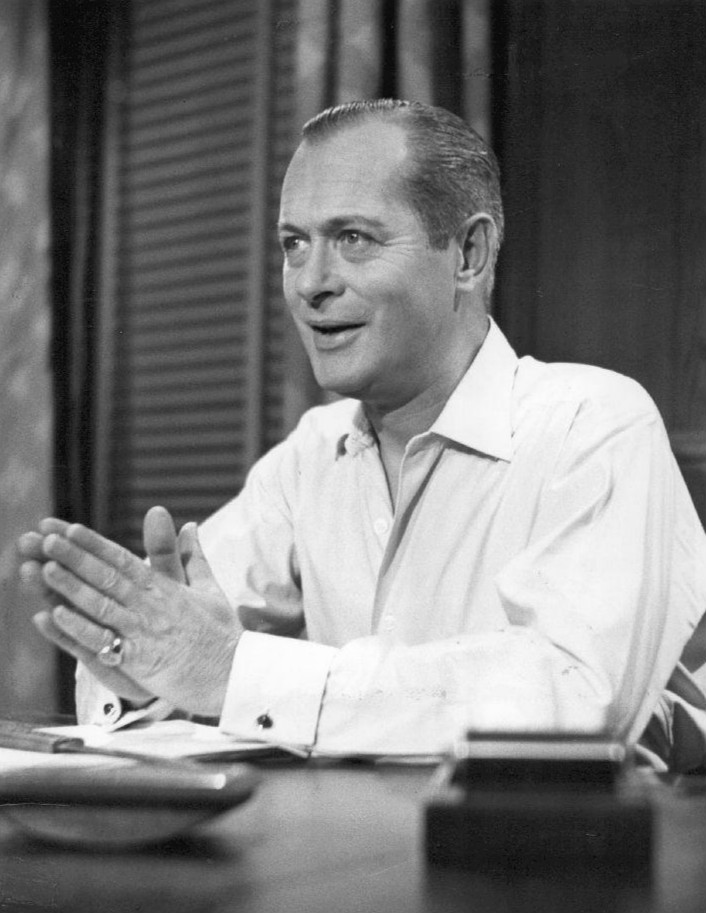
ロバート・モンゴメリー／9月27日没

- 9月16日 - 村田三郎、日本の政治家、元新潟県新潟市長（* 1892年）
- 9月16日 - 相見正義、日本の教育者（* 1893年）
- 9月16日 - 岩崎昶、日本の映画評論家（* 1903年）
- 9月16日 - 石破二朗、日本の内務・建設官僚、政治家（* 1908年）
- 9月19日 - 町田佳声、日本の音楽評論家（* 1888年）
- 9月20日 - 石井光次郎、日本の政治家、元衆議院議員（* 1889年）
- 9月20日 - 大ノ海久光、日本の元大相撲力士【二所ノ関部屋所属】、元花籠親方（* 1916年）
- 9月21日 - トニー・オーバン、フランスの作曲家・音楽教師（* 1907年）
- 9月22日 - 四代目河原崎長十郎、日本の歌舞伎役者（* 1902年）
- 9月26日 - ロイ・コクラン、アメリカ合衆国の陸上競技選手（* 1919年）
- 9月27日 - 尾形藤吉、日本の騎手、調教師（* 1892年）
- 9月27日 - ロバート・モンゴメリー、アメリカ合衆国の俳優・映画監督・映画プロデューサー（* 1904年）
- 9月29日 - 市川一郎、日本の将棋棋士（* 1903年）
- 9月29日 - ビル・シャンクリー、イギリスの元サッカー選手・サッカー指導者（* 1913年）
- 9月29日 - トミー・ムーア（英語版）、イギリスのドラマー、ビートルズの初期メンバー（* 1931年）